# Saralanj (Kotayk)
Pour les articles homonymes, voir Saralanj.
Saralanj (en arménien Սարալանջ ; jusqu'en 1945 Tulinabi) est une communauté rurale du marz de Kotayk, en Arménie. Elle compte 339 habitants en 2008.